# Maria Helena Taipo
Maria Helena Taipo (sinh ngày 12 tháng 8 năm 1961) là một chính trị gia người Mozambique, từng là Bộ trưởng Lao động trong mười năm và là thống đốc của tỉnh Sofala kể từ năm 2015.

## Cuộc sống ban đầu và giáo dục
Taipo sinh ngày 12 tháng 8 năm 1961 tại làng Chihilo, huyện Malema, tỉnh Nampula. Bà học xong năm 1979 và hoàn thành bằng cử nhân khoa học giáo dục tại Đại học Công giáo Mozambique năm 2000. Năm 2004, bà hoàn thành bằng thạc sĩ quản lý giáo dục.

## Sự nghiệp
Taipo là thành viên của Mặt trận Giải phóng Mozambique và được bổ nhiệm làm Bộ trưởng Lao động năm 2005 bởi Tổng thống Armando Guebuza, và được bổ nhiệm lại sau cuộc bầu cử năm 2009.
Sau cuộc bầu cử tổng thống năm 2014, Filipe Nyusi đã không giữ Taipo trong nội các, nhưng vào ngày 19 tháng 1 năm 2015 đã bổ nhiệm bà làm thống đốc tỉnh Sofala. Năm 2015, trong cuộc đối đầu giữa lực lượng cảnh sát và các thành phần của Kháng chiến Quốc gia Mozambique ở Beira, Taipo đã can thiệp để đảm bảo rằng căng thẳng sẽ không dẫn đến xung đột vũ trang.